# Karin Jaggi
Karin Jaggi (Bern, 2 december 1971) is een Zwitserse windsurfster. Vanaf 1994 hield ze zich professioneel bezig met windsurfcompetities. Ze werd de eerste keer wereldkampioen in 1996 bij de speed competitie van de PWA-tour en werd over een periode van 20 jaar 29 keer wereldkampioen. Sinds 2 november 2015 heeft ze het snelheidsrecord voor vrouwen op haar naam staan met 46,31 knopen. Samen met Patrik Diethelm, ook een windsurfer, richtte ze een nieuw merk van windsurfplanken op, PATRIK. Haar zeilnummer is SUI-14. Sinds de geboorte van haar zoon in 2015 heeft ze zich grotendeels teruggetrokken uit het competitielandschap.

## Onderscheidingen
- 1998: PWA Slalom-, Wave- en Overall-Wereldkampioen
- 1999: PWA Slalom- en Overall-Wereldkampioen
- 2000: PWA Freestyle-Wereldkampioen
- 2002: PWA Freestyle-Wereldkampioen
- 2005: PWA SuperX- en Slalom Wereldkampioen
- 2006: PWA Slalom Wereldkampioen
- 2007: PWA Slalom Wereldkampioen
- 2008: PWA Slalom Wereldkampioen
- 2010: PWA Slalom Wereldkampioen
- 2005–2007 41,25 knopen World Women's Sailing Speed Record Wereldrecordhoudster boven de 500 m
- 2005–2012 41,25 knopen World Women's Sailing Speed Record Wereldrecordhoudster boven de 500 m
- sinds 2015 46,31 knopen World Women's Sailing Speed Record Wereldrecordhoudster boven de 500 m